# Rhipidarctia rhodospila
Rhipidarctia rhodospila là một loài bướm đêm thuộc phân họ Arctiinae, họ Erebidae.